# Прича о Пепељуги: Ако ципелица пристаје
Прича о Пепељуги: Ако ципелица пристаје (енгл. A Cinderella Story: If the Shoe Fits) амерички је филм из 2016. чији је режисер Мишел Џонстон, са главним ликовима које тумаче Софија Карсон, Томас Ло и Џенифер Тили. Представља наставак филма Прича о Пепељуги: Једном давно у песми и четврти филм из Прича о Пепељуги филмског серијала. Филм је 2. августа 2016. изашао дигитално и 16. августа 2016. путем DVD издања. Филм се 27. новембра 2016. емитовао на Фриформу и гледало га је 1,11 милиона гледалаца. Такође се емитовао на Дизни каналу 16. јануара 2017. и гледало га је 2,13 милиона гледалаца.

## Прича
Софија Карсон глуми Тесу, која је присиљена да прати своју злу маћеху и полусестре на аудицију за Пепељугу мјузикл и да ради као њихов асистент. Док је била на такмичењу, Теса схвата да има оно што је потребно да буде следећа Пепељуга, иако је у почетку неодлучна, одлучује да је време да следи њено срце и учини да њени снови постану стварност, па се она прерушава.

## Улоге
| Име лика       | Глумац           |
| -------------- | ---------------- |
| Теса / Бела    | Софија Карсон    |
| Рид Вест       | Томас Ло         |
| Атина          | Ејми Луиз Вилсон |
| Олимпија       | Џезира Џезлин    |
| Дивајн         | Тифани Тили      |
| Џорџи          | Никол Фортујин   |
| Џенет          | Клои Перлинг     |
| Бијанка        | Али Вајт         |
| Фреди Маркс    | Дејвид Ури       |
| Харпер Холстон | Ешли де Ланже    |
| Ђино           | Карло Мекфарлејн |
| Еди            | Свен Рујгрок     |